# Chokmah (Album)
Chokmah (hebräisch חכמה für Weisheit) ist das am 29. Oktober 2001 veröffentlichte sechste Studioalbum von Nena. Die Songs auf Chokmah entstanden überwiegend in Zusammenarbeit mit Florian Sitzmann von den Söhnen Mannheims.

## Entstehungsgeschichte
Auf dem Album arbeitete Nena mit Kosho (Gitarre), Robbee Mariano (Bass) und Ralf Gustke (Drums) von den Söhne Mannheims zusammen. Auch Produzent Florian Sitzmann ist ein Mitglied dieser Band. Das Album entstand in den Sherwood Forest Recorders in Karlsdorf-Neuthard. Die Streicher auf dem Album wurden vom Warsaw Radio Symphony Orchestra im S4 Studio in Warschau eingespielt.
Ursprünglich hatte Nena geplant, ein Album mit Liedern zu veröffentlichen, die sie von 1999 bis 2001 geschrieben hatte. Florian Sitzmann überzeugte sie jedoch, zusammen mit ihm ein anderes Album zu komponieren, worauf sich Nena einließ. Dadurch entstand ein experimentierfreudiges Album mit zahlreichen Elementen der Musik der Söhne Mannheims, des Raps, der New Wave und zum Teil mystischen Ansätzen der New-Age-Musik (die bis auf den Albentitel jedoch dezent bleiben).
Der Albumtitel kommt aus dem Hebräischen und ist in der Kabbala eine Energieform aus dem Lebensbaum. Dort steht Chokmah für Veränderung und Neuprogrammierung. Der Titel wurde gewählt, nachdem die erste Textzeile des Lieds festgestanden hatte: „Das schockt mein System“.

## Titelliste
| #   | Titel                                            | Länge |
| --- | ------------------------------------------------ | ----- |
| 1.  | Chokmah                                          | 4:26  |
| 2.  | Heute hab ich den Mond mit der Sonne verwechselt | 4:10  |
| 3.  | Carpe Diem                                       | 4:41  |
| 4.  | Lass die Leinen los                              | 5:18  |
| 5.  | Ich hör mir zu                                   | 3:58  |
| 6.  | Lichtarbeiter                                    | 4:49  |
| 7.  | Rede lieber nicht zu viel                        | 4:49  |
| 8.  | Kann schon sein                                  | 4:02  |
| 9.  | Silbermond                                       | 5:39  |
| 10. | Club der Leisen                                  | 6:08  |
| 11. | Du gibst                                         | 4:16  |
| 12. | Leuchtturm                                       | 3:29  |
| 13. | Dafür ist das Leben zu kurz                      | 5:48  |
| 14. | Carpe Diem (Söhne Mannheims Dancehall Mix)       | 12:13 |
| 15. | Ich brauch’ dich nich’ (Hidden Track)            | 4:53  |

## Liedinfos
Die Idee zur Textzeile Heute hab ich den Mond mit der Sonne verwechselt kam Nena bei einer frühmorgendlichen Fahrt von Hamburg nach Berlin. Dabei war es so neblig, dass sie nach einem kurzen Nickerchen auf dem Rücksitz nicht mehr wusste, ob es schon Tag oder Nacht war.
Lass die Leinen los ist der Titelsong des Films Abrafaxe. Das Lied war der Anfang der Zusammenarbeit zwischen Nena und Florian Sitzman. Das Lied musste innerhalb von drei Tagen fertiggestellt werden.
Ich hör mir zu war ein bereits vor zwei Jahren entstandenes Lied, das aber nie aufgenommen wurde. Weitere ältere Lieder sind Kann schon sein und natürlich Leuchtturm, das für dieses Album neu vertont und mit Rap-Einlagen unterlegt wurde.
Club der Leisen entstammt einer Live-Session mit Nenas Schlagzeuger Van Romaine, Robbee Mariano am Bass und Kosho an der Gitarre, sowie Florian Sitzmann am Keyboard.
Du gibst handelt von Nenas Ehemann Philipp.

## Chartplatzierungen
Carpe Diem, lateinisch für „Nutze den Tag“, erschien am 15. Oktober 2001 als Single und erreichte Platz 66 der Charts. Das Album selbst platzierte sich auf Platz 18 in Deutschland und Platz 67 in Österreich.

## Rezeption
Während Alan Severa von Allmusic das Album mit 4 von 5 Sternen wertet und als so innovativ wie Radiohead oder Björk beschreibt, wird das Album von Michael Schuh von Laut.de zerrissen:

“Listeners suddenly find her engulfed in soundscapes that bear close relation to those used by Björk or Radiohead (featured elements ranging from electronics to symphony orchestra), which also means that this album’s mood is radically different from all her previous albums.”

„Zuhörer finden sich plötzlich inmitten von Klanglandschaften, die an Björk oder Radiohead erinnern (mit Elementen, die von Elektronik bis zum Symphonieorchester reichen). Das bedeutet daher auch, dass die Stimmung dieses Albums sich radikal von all ihren früheren Alben unterscheidet.“

„Und: warum finde ich das alles so langweilig? Und aufgesetzt? Ist doch top produziert. Liegt es daran, dass Edo Zanki an der Produktion beteiligt ist, ab und an sogar mitsingt? Nena will modern klingen, das mag ihr streckenweise gelungen sein. Auf mich wirkt ihr nicht enden wollendes Spiritualitätsgefasel seltsam belehrend. Und im Gegensatz zu Hobby-Philosoph Thomas D. erschreckend ungroovy.“